# Nickelodeon New Zealand
Nickelodeon New Zealand var en barn-TV-kanal riktad barn i åldrarna 3–14 i Nya Zeeland. Den lanserades den 1 augusti 2006 och var tillgänglig via SKY Televisions Channel 041. Kanalen släcktes ned den 30 november 2010, och ersattes av Nickelodeon Australia and New Zealand. Huvudkontoret fans, precis som MTV New Zealands huvudkontor, i Auckland.

## Historik
Innan Nickelodeon New Zealand lanserades delade Nya Zeeland sändningar med Nickelodeon Southeast Asia som sände på engelska till Malaysia och Singapore. Kanalen började sända över SKY Digital och UHF i januari 2000.

## Släckning
I september 2010 meddelade MTV Networks New Zealand att man från 1 december 2010 skulle stänga igen sina kontor i Nya Zeeland, och i stället ingå i MTV Networks Australias Sydneykontor. I Nickelodeon New Zealands fall innebar det att kanalen ersattes av Nickelodeon Australia and New Zealand.

### Fotnoter
1. ↑  ”MTV to close NZ offices”. New Zealand Press Association. 28 september 2010. http://www.nzherald.co.nz/television-industry/news/article.cfm?c_id=260&objectid=10676702. Läst 25 juli 2015.
2. ↑  MTV Networks Asia Pacific (28 september 2010). ”Nick Junior To Launch on Sky in New Zealand”. Pressmeddelande.  Läst 25 juli 2015. Arkiverad från originalet den 2015-07-25.